# Киевская ТЭЦ-6
Киевская теплоэлектроцентраль № 6 или Киевская ТЭЦ-6 (укр. Київська теплоелектроцентраль № 6 или укр. Київська ТЕЦ-6) — самая мощная по состоянию на 2012 год теплоэлектроцентраль Украины в Киеве и подчинённая коммунальному предприятию «Киевтеплоэнерго». Расположена в урочище Колпито на северо-восточной окраине Киева в нынешнем Деснянском районе. Станция обеспечивает централизованное теплоснабжение промышленных предприятий, жилых и административных зданий Дарницкого, Днепровского, Подольского, Деснянского и Оболонского районов столицы.

## Станция
Киевская ТЭЦ-6 работает в параллели с Единой энергетической системой Украины по линиям 110 и 330 КВ.
Электрическая мощность Киевской ТЭЦ-6 составляет 500 МВт, тепловая — 1740 Гкал/час.

## История
Первый водогрейный котёл Киевской ТЭЦ-6 был введён в эксплуатацию в июне 1981 года, а в феврале 1982 поставлен под промышленную нагрузку теплофикационный энергоблок мощностью 250 МВт.
В 1998 году на ТЭЦ-6 в было возобновлено строительство энергоблока № 3.
В 2001 году было начато строительство водогрейного котла № 6 фирмы Alstom, и в 2004 году он был запущен в действие с номинальной тепловой мощностью 180 Гкал/час. Назначение — покрытие растущих тепловых нагрузок Киева. Отличается от своих «предшественников» усовершенствованными горелками, позволяющими значительно снизить выбросы вредных веществ в атмосферу. Новый котёл более экономичен, поскольку имеет эффективность более 94 %. Строительство котла выполнялось по проекту реабилитации и расширению центрального теплоснабжения столицы, финансируемому за счёт кредита Всемирного банка. После их ввода в действие установлена электрическая и тепловая мощности ТЭЦ-6, выросла до 750 МВт и до 2070 Гкал/час соответственно. Это позволило устранить в первую очередь существующий дефицит тепловой мощности.
В декабре 2017 года была завершена реконструкция энергоблока № 1. В феврале 2018 года на Киевской ТЭЦ-6 установили оборудование для сбережения газа за 103 млн. грн.